# Vehniä
Vehniä ist ein Dorf in der Gemeinde Laukaa in Finnland.
Vehniä hat ungefähr tausend Einwohner. Vehniä ist seit der Steinzeit bewohnt. Gefunden wurde unter anderem 1903 ein etwa fünftausend Jahre alter Löffel.
In Vehniä befindet sich eines der drei Lidl-Vertriebszentren in Finnland.